# Blanchisseuse (Trinité-et-Tobago)
Blanchisseuse () est un village de Trinité-et-Tobago.

## Géographie
Blanchisseuse se trouve sur la côte nord de l'île de Trinité, dans la région de Tunapuna-Piarco, 25 kilomètres au nord d'Arima. Le village se sépare entre l'ancienne Lower Blanchisseuse à l'ouest et Upper Blanchisseuse à l'est. Le village se trouve au bas de la Northern Range, une moyenne montagne que traverse toute Trinité d'ouest en est et que descend vers l'océan très raide sur la côte nord. Blanchisseuse est particulièrement touchée par l'érosion côtière. Près du village, la Marianne River se jette dans la Mer des Caraïbes. 

## Histoire
Blanchisseuse a été fondée peu après 1783 par des planteurs français. Les citoyens français avaient obtenu des parcelles de terrain par le gouverneur trinitaire, José María Chacón. Le village a été parmi les premiers établissements de planteurs français. Ils sont venus à Trinité dans le cadre de la "Cédula de Población", un décret du roi espagnol pour la colonisation ciblée de la colonie espagnole de Trinité par des catholiques. Le lieu tire son nom actuel de la conquête de Trinité par les Britanniques en 1797. Lors d'une expédition le long de la côte nord le capitaine britannique Frederick Mallet a aperçu une colonie sans nom et des femmes locales qui ont fait leur lessive dans la Marianne River à proximité. Il nota cette observation sur une carte, et le lieu a été nommé d'après cette rencontre. Après ce contact, Blanchisseuse tomba dans l'oubli et n'apparut dans les statistiques britanniques qu'en 1849. Pendant près de 150 ans, le village n'était accessible que par bateau. En 1849, le village était lié au bateau à vapeur qui voyageait entre Port-d'Espagne et Toco une fois par semaine.
La première personne à atteindre Blanchisseuse par voie terrestre fut l'alpiniste passionné Charles Kingsley en 1869. Kingsley résidait à Trinité sur invitation de son ami Arthur Gordon qui était alors gouverneur de l'île. En 1872, une école est construite à Blanchisseuse. En 1880, le village devient le site d'une paroisse civile du même nom. En 1931, une rue étroite et sinueuse a été achevée qui menait d'Arima à Blanchisseuse, de l'autre côté de la Northern Range. La construction a duré trois ans. À la fin des années 1970, la North Coast Road a été construite, une route plus décente vers Port-d'Espagne.
En Blanchisseuse, il y a une zone de peuplement de 10 hectares pour les Kalinagos qui a été donnée par le gouvernement. Solomon Hochoy, dernier gouverneur britannique de Trinité et premier gouverneur général après l'indépendance de Trinité, a passé son enfance et son adolescence et ses dernières années à Blanchisseuse.

## Économie et circulation
À Blanchisseuse, la pêche a encore une certaine importance. Le tourisme génère un peu de revenus. De nombreux citadins riches possèdent des maisons de week-end à Blanchisseuse.

## Lieux d'intérêt
Il y a deux plages à Blanchisseuse. Dans les environs, il y a plusieurs cascades. À l'extrémité ouest de la ville, un pont suspendu historique existe en parallèle à un pont moderne. Devant l'église, une cloche d'église de 1835 est exposée. Entre avril et juin, les tortues luth pondent leurs œufs sur les plages de Blanchisseuse.

## Galerie

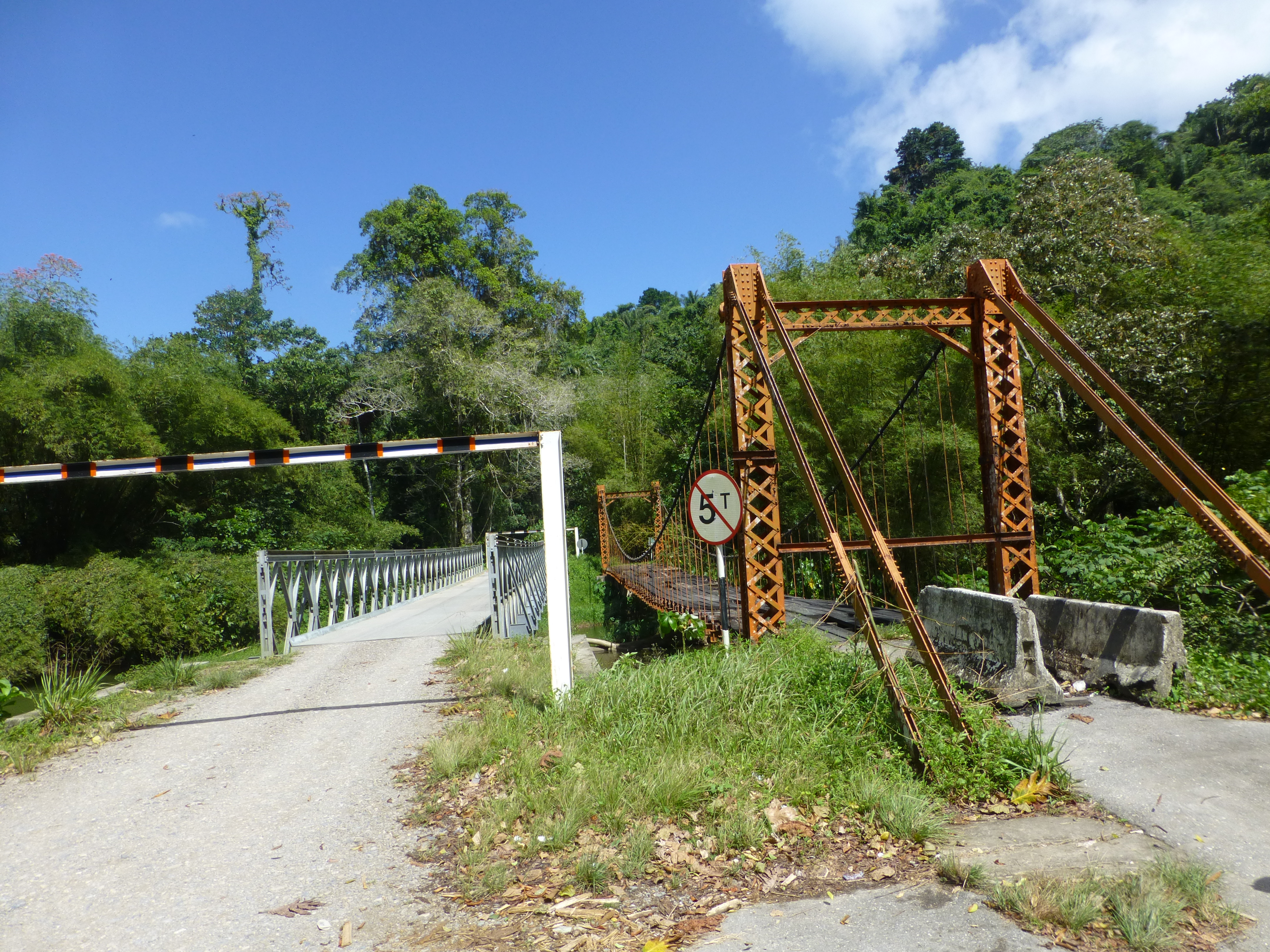
Pont suspendu historique
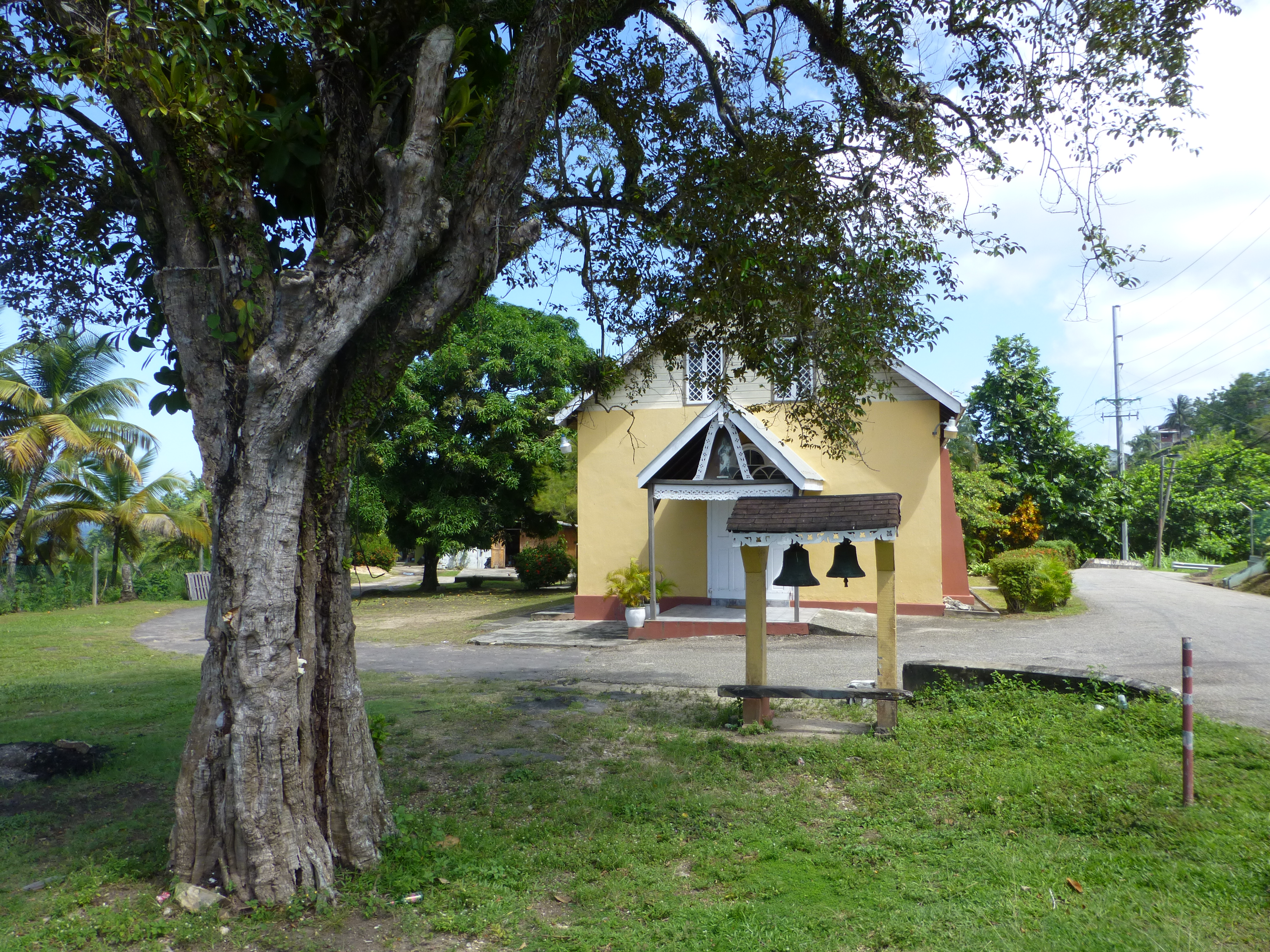
Église avec cloche d'église
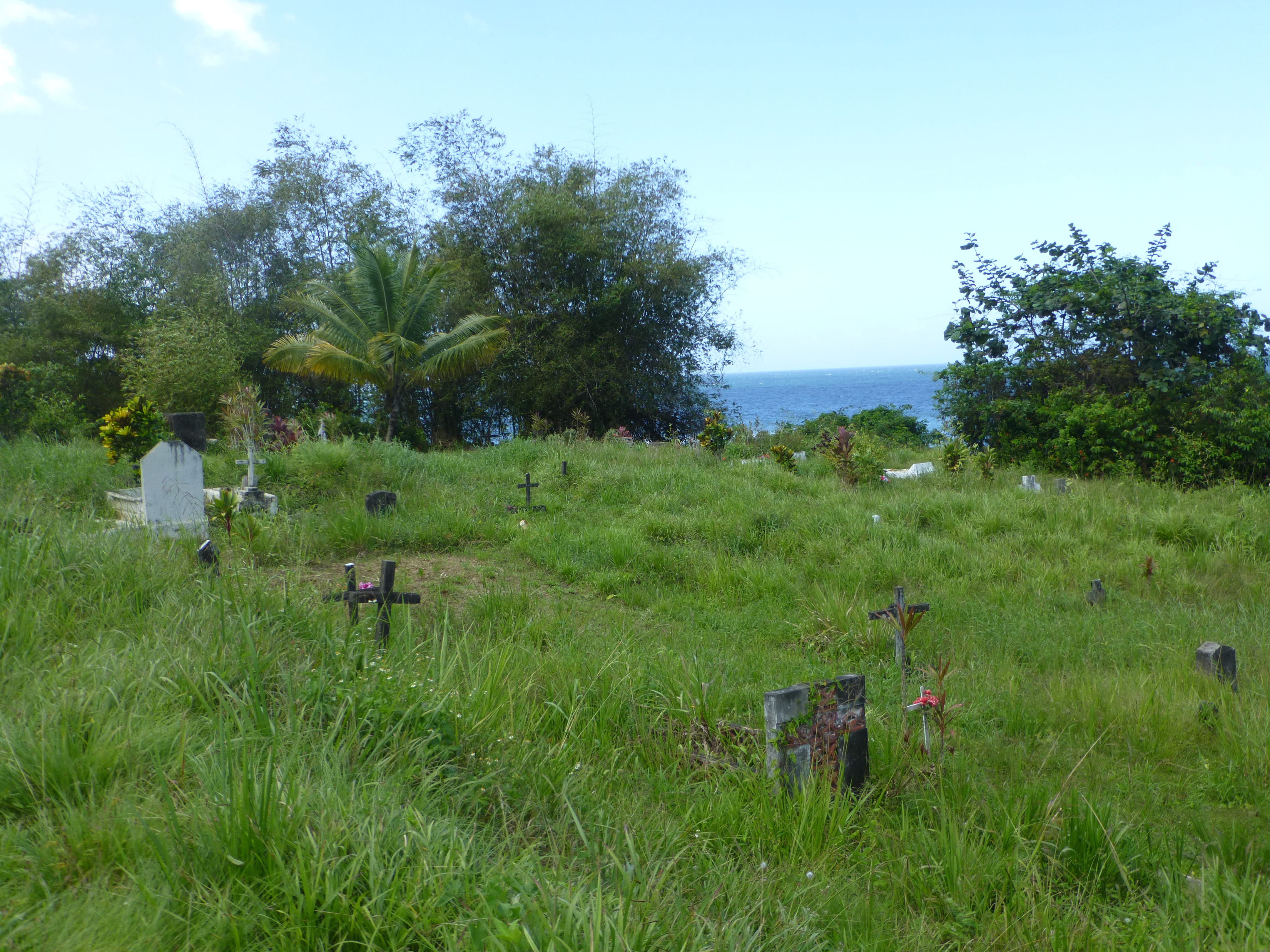
Cimetière
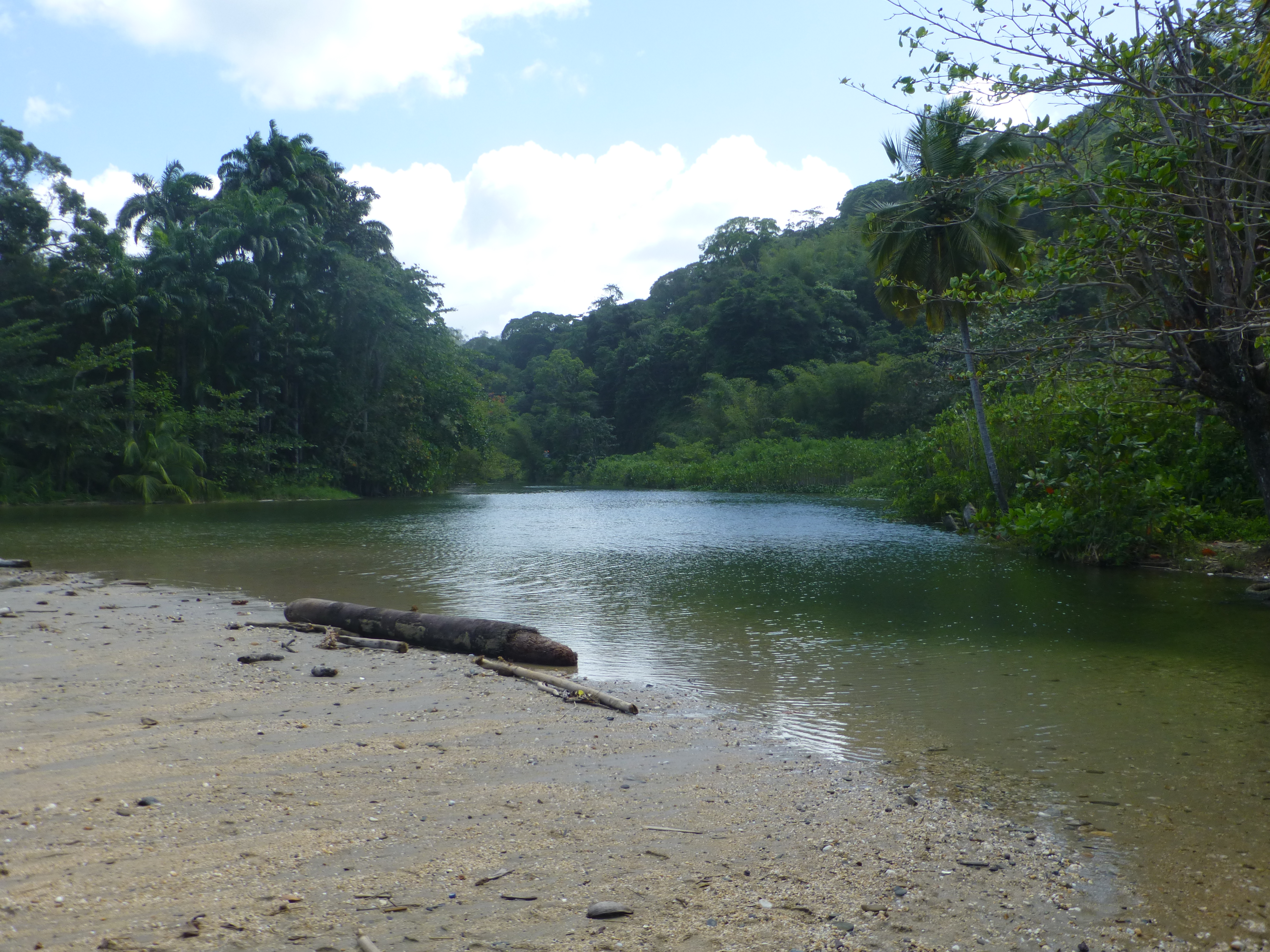
Embouchure de la rivière Marianne
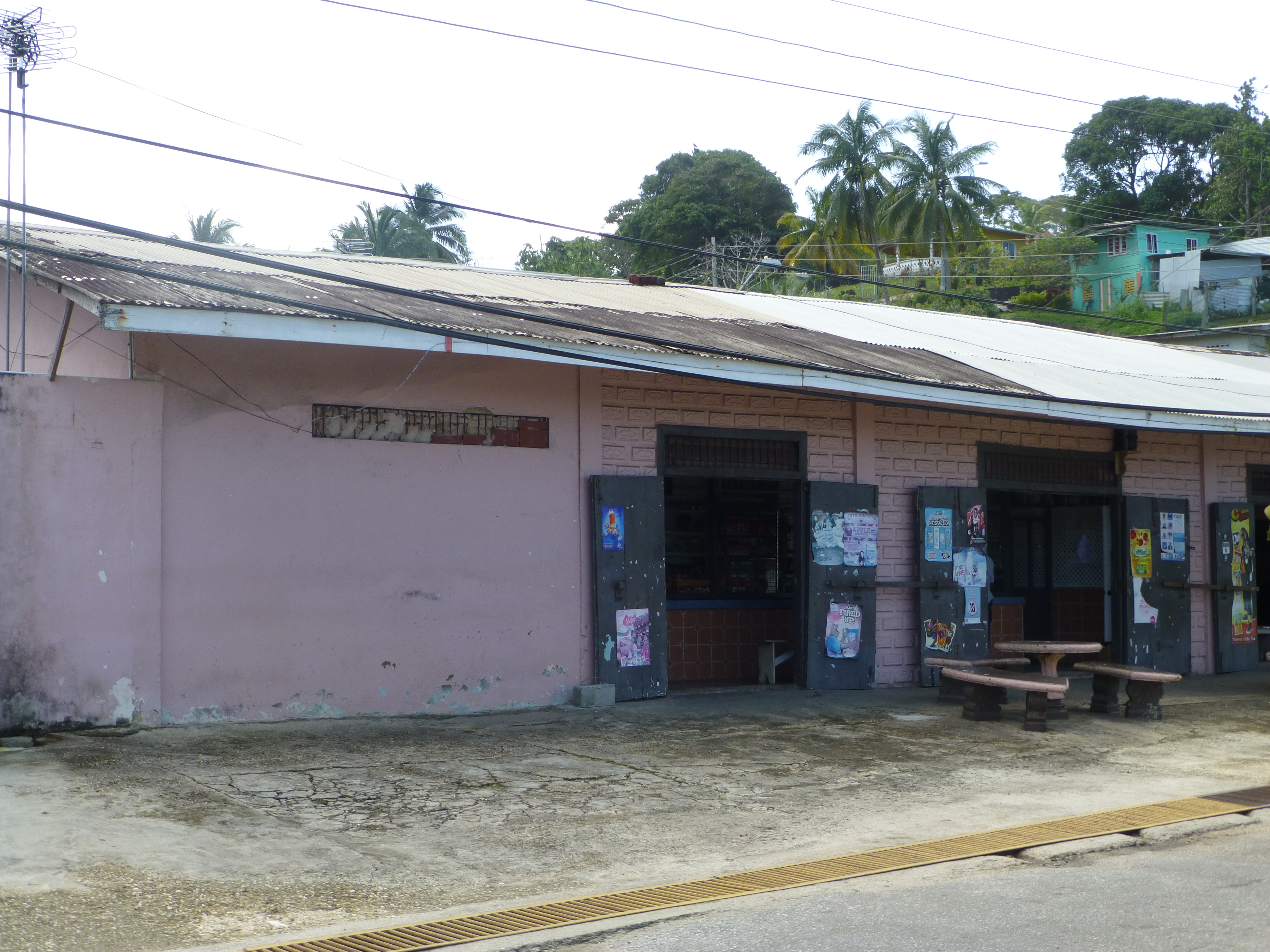
Supermarché
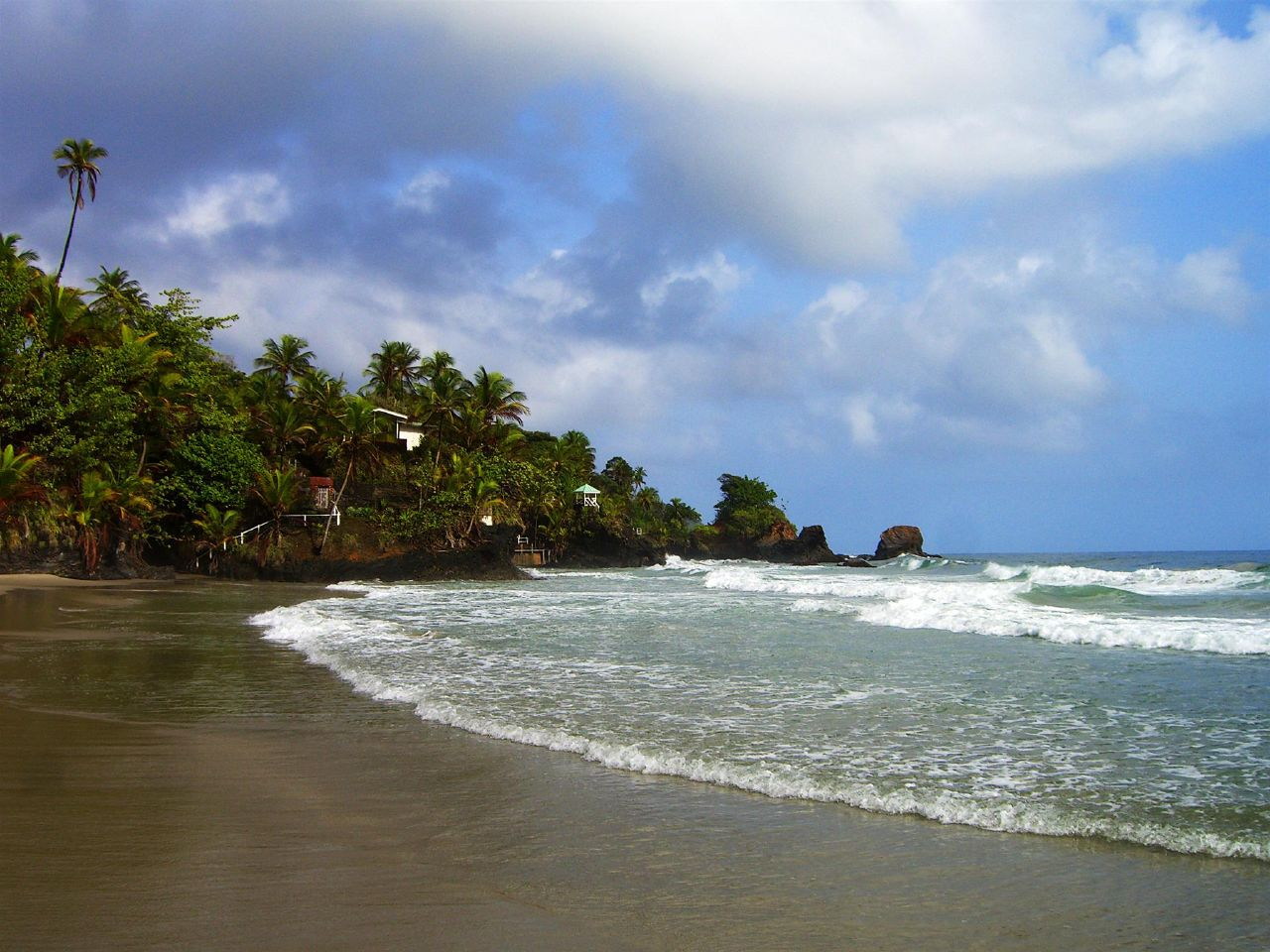
Surfer's Beach